# NGC 1140
NGC 1140 ist eine aktive, Irreguläre Galaxie vom Hubble-Typ IBm mit ausgedehnten Sternentstehungsgebieten im Sternbild Eridanus am Südsternhimmel. Sie ist schätzungsweise 66 Millionen Lichtjahre von der Milchstraße entfernt und hat einen Durchmesser von etwa 30.000 Lichtjahren. Vom Sonnensystem aus entfernt sich das Objekt mit einer errechneten Radialgeschwindigkeit von näherungsweise 1.500 Kilometern pro Sekunde.
Die Galaxie gilt als ein Mitglied der 14 Galaxien umfassenden NGC 1084-Gruppe LGG 71. Im selben Himmelsareal befinden sich unter anderem die Galaxien PGC 11047, PGC 11048, PGC 981635, PGC 984167.
Das Objekt wurde am 22. November 1785 von dem Astronomen Wilhelm Herschel mit einem 48-cm-Teleskop entdeckt.

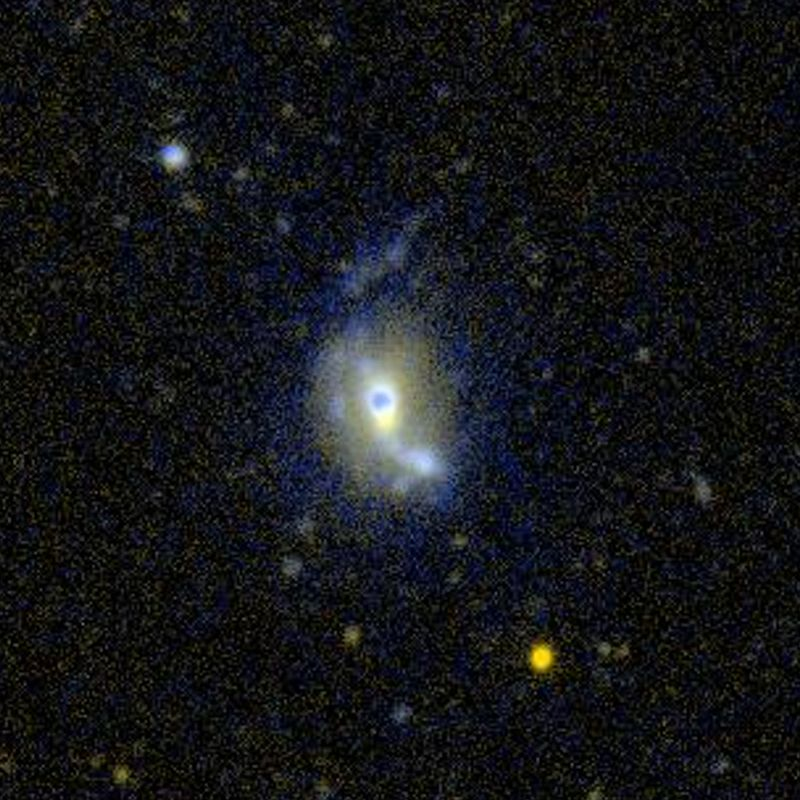
UV-Aufnahme mittels GALEX